# Giovanni Masera
Giovanni Masera (né en 1895 à Novare en Italie et mort à une date inconnue) est un joueur de football italien, qui jouait en tant que milieu de terrain.

## Biographie
Durant sa carrière, il n'a connu qu'un seul club, celui de la Juventus, avec qui il a évolué pendant trois ans de 1919 à 1922.
Il joue son premier match avec la Juve contre Biellese le 26 octobre 1919 lors d'une victoire 4-0, ainsi que son dernier match le 5 février 1922 contre l'US Milanese lors d'une défaite 2-0.
Le 22 janvier 1922, il remplace son coéquipier Emilio Barucco à la 20e minute du match au poste de gardien de but et encaissa six buts (défaite finale 6-2 contre Andrea Doria).

## Palmarès
Juventus
- Championnat d'Italie :
  - Vice-champion : 1919-20.